# サハリン州

サハリン州
ロシア語: Сахалинская область

サハリン州（サハリンしゅう、ロシア語: Сахали́нская о́бласть, ラテン Sahalínskaya óblast’; IPA: [səxɐˈlʲinskəjə ˈobləsʲtʲ]）は、ロシア連邦の州（オーブラスチ）で連邦構成主体のひとつ。樺太島（ロシア名・サハリン島）と千島列島（ロシア名・クリル諸島）を管轄し、極東連邦管区に属する。
州域の半分ほど（樺太島南部と千島列島）は戦前日本領であり、日本政府の見解では1945年8月のソ連侵攻により一方的に編入されたものの国際法上は所属未定地とされる。そのため、日本国内で発行される地図においては、この所属未定地は日本ともロシアとも異なる色で色分けされる（50度線を参照）。
州都ユジノサハリンスク市も所属未定地のうちであり、1905年 - 1945年までの日本統治時代は豊原市 と呼ばれていた。面積は8万7100km2、南北の広がりが約900km、人口は45万9,985人（2023年）。

## 概要

サハリン州章

サハリン州旗

宗谷海峡、オホーツク海を挟んで日本の北海道に接しており、日本（特に北海道）との経済的な結びつきが強い。主な付属島嶼に海馬島（ロシア名はモネロン島）があり、1983年9月1日に発生した大韓航空機撃墜事件のあった舞台としても有名である。樺太島の南部（南樺太）および千島列島全域は、第二次世界大戦以前は日本領の地域であった（詳細は日露和親条約、樺太・千島交換条約、ポーツマス条約を参照）。日本がボリシェヴィキ政権に対して1918年にシベリア出兵をした際には北樺太を占領して実効支配を続けていたが、1925年に日ソ国交樹立したのを期に日本軍が撤退し、ソ連統治下に戻った。
1945年8月、未だ有効期間中であった日ソ中立条約を破棄してソビエト連邦が対日参戦をして侵攻し、9月までに南樺太と千島列島の全域を占領した。ソ連は翌1946年に併合を宣言し南サハリン州を設置。1947年にこれらの地域を一方的にサハリン州に編入し、実効支配した。

## 島々

### サハリン（樺太）
- サハリン島 - 日本名は樺太島。宗谷海峡（ロシア語：Пролив Лаперуза ラ・ペルーズ海峡）で隔てられた、北海道の宗谷岬と、樺太（サハリン）の西能登呂岬（クリリオン岬）の間は、わずか約42kmである。宗谷海峡のロシア語の海峡名「ラ・ペルーズ海峡」（英語：La Pérouse Strait）は、1787年にここを通過したフランスの探検家ラ・ペルーズの名に由来する。
- カーメニアパースナスチ島 - 日本名は二丈岩。
- モネロン島 - 日本名は海馬島。
- チュレーニー島 - 日本名は海豹島。

### 小クリル列島
ロシア語ではМалая Курильская грядаと表記する。
- 色丹島。人口2,917人（2016年現在、ロシア統計より）。
- 歯舞群島。いずれの島も現在は一般人の定住のない無人島であるが、志発島に夏のみ少数のロシア漁民が移住する。また主な各島にはロシア沿岸警備隊が200名ほど配置されている。
  - 多楽島。現在は無人島で、ロシア沿岸警備隊が常駐。
  - 志発島。ロシア沿岸警備隊が常駐。無人島であるが、夏になると昆布を採りに来る漁民が季節移住し、季節営業の食堂もあり活況を呈する。
  - 勇留島。
  - 秋勇留島。
  - 水晶島。納沙布岬から珸瑤瑁（ごようまい）水道（ロシア名：ソビエツキー海峡 Пролив Советский）を隔ててわずか7kmの距離。ロシア沿岸警備隊が常駐している。
  - 貝殻島。珸瑤瑁（ごようまい）水道（ロシア名：ソビエツキー海峡 Пролив Советский）のほぼ中間地点。1957年に、当時ソ連KGBの一機関であったソ連国境警備隊が実力で占拠した。その時、日本は日米安全保障条約により米国によって防衛されることになっていたが、米軍は一切出動しなかった。この島の灯台は長らく点灯していなかったが、近年ロシア当局により修理された。しかしその後も点灯と消灯を繰り返している。この島と納沙布岬との中間にロシア側の主張する「国境線」があり、それを示すブイが設置されている。

### 大クリル列島
日本名では千島列島。国後島から占守島まで
- クナシル島（Остров Кунашир） - 日本名は国後島。アイヌ語でクナシルと言い、ロシア語に基づいた国際標記もこれに従っている。北海道本島とはクナシルスキー海峡（日本名：根室海峡）で隔てられている。根室海峡の最狭部はイズメナ海峡 Пролив Измены（日本名：野付水道）と呼ぶ。主な山にチャチャ山 Вулкан Тятя（日本名：爺爺岳）がある。人口6,622人（2004年1月1日現在、ロシア統計より）。
- イトゥループ島（Остров Итуруп） - 日本名は択捉島。アイヌ語でイトゥループと言い、ロシア語に基づいた国際標記もこれに従っている。エカチェリーナ海峡 Пролив Екатерины（日本名：国後水道）を隔てて国後島の北東に並列する。島の南部や北部は自然保護区域として、地元のロシア人でさえも立ち入りを制限されている。
- ウループ島（Остров Уруп） - 日本名は得撫島。フリーズ海峡 Пролив Фуриза（日本名：択捉水道）を隔てて択捉島と相対する。
- ブラット・チェルポエフ島 - 日本名は知理保以南島。
- チェルポイ島 - 日本名は知理保以島。
- ブロウトナ島（Остров Броутона） - 日本名は武魯頓島。
- シムシル島 - 日本名は新知島。
- ケトイ島 - 日本名は計吐夷島。
- ウシシル島 - 日本名は宇志知島。
- スレドネワ島（Остров Среднего） - 日本名は摺手岩（スレドネヴォ島、スリェドニェヴァ島ともいう）。スレドネワ海峡（日本名：摺手海峡）の中間にある。
- ラスシュア島（Остров Расшуа）又はラスシュヤ島（Остров Расшя） - 日本名は羅処和島。ラスシュア山 Вулкан Расшуа（日本名：幌茶登山）がある。
- マトゥア島 - 日本名は松輪島。
- ライコケ島 - 日本名は雷公計島。北東方約9海里には、間に牟知列岩（ロシア名：ロヴシュキ列岩 Скалы Ловушки）を挟んでシアシュコタン島がある。
- シアシュコタン島（Остров Шиашкотан） - 日本名は捨子古丹島。シナルカ山 Вулкан Синарка（日本名：黒岳）がある。
- チリンコタン島 - 日本名は知林古丹島。
- エカルマ島 - 日本名は越渇磨島。越渇磨海峡（ロシア名：エカルマ海峡 Пролив Экарма）を挟む南東方、約5海里にシアシュコタン島がある。シナルカ山 Вулкан Синарка（日本名：黒岳）がある。
- ハリムコタン島（Остров Харимкотан） - 日本名は春牟古丹島。捨子古丹島の北東方、セヴェルギナ海峡 Пролив Севергина（日本名：捨子古丹海峡）を挟んだおよそ16浬にある。セヴェルギナ山 Вулкан Севергина（日本名：春牟古丹岳）が座していて、有史以来度々爆発、噴火をみている。
- オネコタン島 - 日本名は温禰古丹島。
- マカンルシ島（Остров Маканруши） - 日本名は磨勘留島。西方、約11浬にアヴォシ岩（скала Авось）またはアボスと呼ばれる三角形の裸岩がある。
- アンツィフェロヴァ島（Остров Анциферова） - 日本名は志林規島。幌筵島南西端の西方、ルジナ海峡 Пролив Лужина（日本名：志林規海峡）の沖8浬半に位置する。
- パラムシル島（Остров Парамушир） - 日本名は幌筵島。南の温禰古丹島とは第4クリル海峡 (Четвертый Курильский Пролив）（日本名：オンネコタン海峡）によって隔てられている。千倉岳（ロシア名：チクラチキ山 Вулкан Чикурачки）の標高1,817mをはじめ、後鏃岳（ロシア名：フッサ山 Вулкан Фусса）、白煙山（ロシア名：カルピンスキー山 Вулкан Карпинского）、千島硫黄山（ロシア名：エベコ山 Вулкан Эбеко）など、1000メートル級の山々が座している。
- アトラソヴァ島 - 日本名は阿頼度島。親子場山（ロシア名：アライト山 Вулкан Алаид）が聳える。ロシア名は、18世紀の探検家、ウラジーミル・ヴァシーリヴィチ・アトラソフの名にちなむ。
- シュムシュ島（Остров Шумшу） - 日本名は占守島。北のカムチャツカ半島とは千島海峡（ロシア名：第1クリル海峡 (Первый Курильский Пролив) ）で、南の幌筵島とはパラムシル海峡（ロシア名：第2クリル海峡（Второй Курильский Пролив））で隔てられている。

## その他の地形

### 山
- チェーホフ山（пик Чехова） - サハリン島。日本名は鈴谷岳。
- マトロソヴォスカヤ山 - サハリン島。日本名は幌登岳。最寄駅はマトロソヴォ駅（初問駅）。

### 半島
- クリリオンスキー半島 - 日本名は能登呂半島。南の宗谷海峡に対しては、西側に位置する。
- トニノ・アニフスキー半島 - 日本名は中知床半島。南の宗谷海峡に対しては、東側に位置する。
- テルペニア半島 - 日本名は北知床半島。
- シュミット半島

### 岬
- クリリオン岬 - 日本名は西能登呂岬。
- アニワ岬 - 日本名は中知床岬。
- テルペニア岬 - 日本名は北知床岬。
- エリザベス岬 - 日本名は鵞小門（ガオト）岬。

### 湾
- アニワ湾 - 日本名は亜庭湾。
- テルペニア湾 - 日本名は多来加湾。
- サハリン湾

### 湖
- トゥナイチャ湖 - 砂州によってオホーツク海と隔てられた湖。日本名は富内湖。
- ネフスコエ湖（Озеро Невское） - 日本名は多来加湖。

## 行政区画

### 行政区画

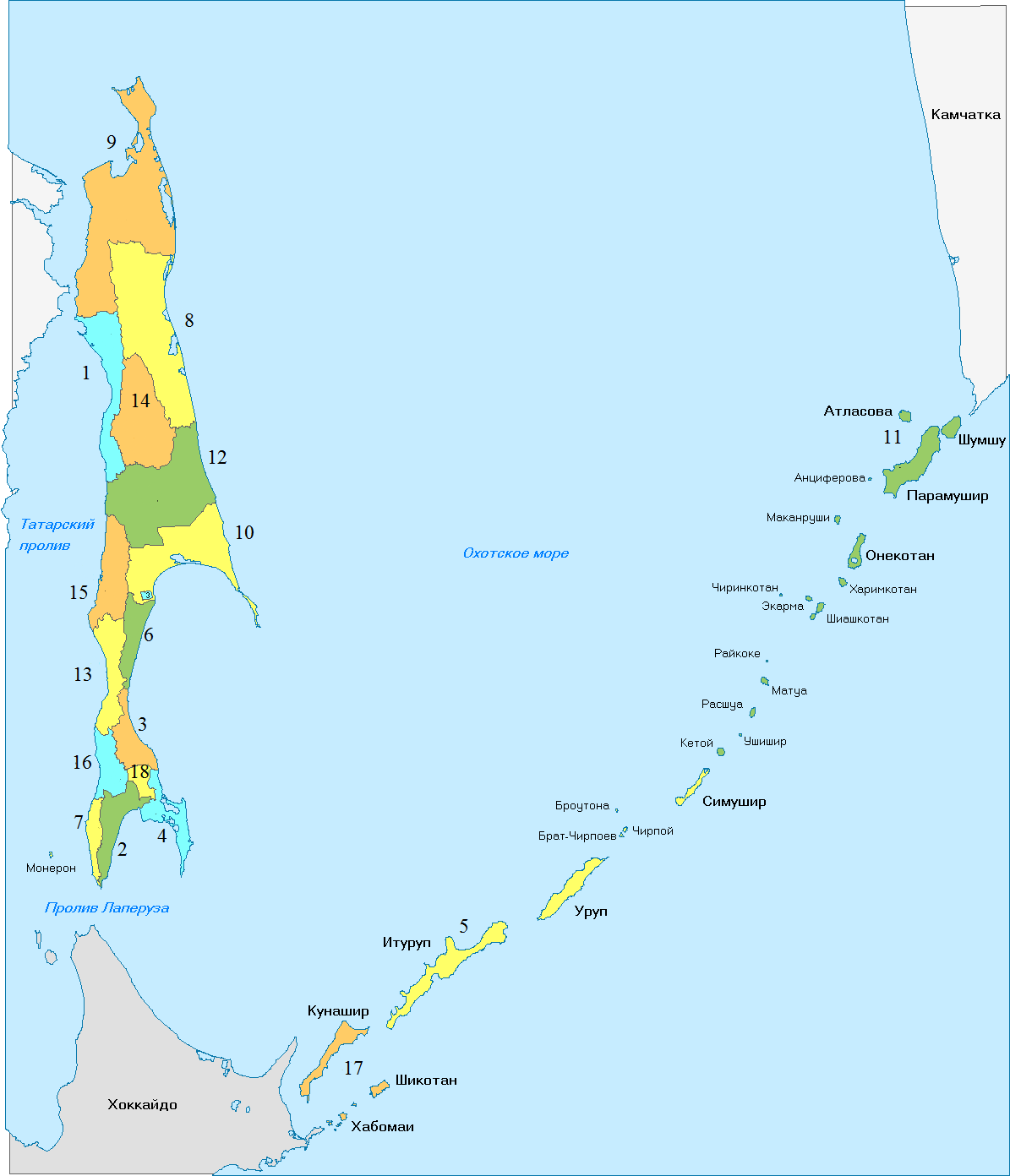
サハリン州の行政区画

サハリン州は17の管区（ラヨン）およびユジノサハリンスクに区分される。面積の単位は平方キロメートル（km2）、人口は2023年推定のものである。「旧市町村」は行政中心の戦前の日本の市町村での所在。
| #  | 行政区画                                 | ロシア語                        | 行政中心                             | 旧市町村              | 島                       | 面積      | 人口    |
| -- | ---------------------------------------- | ------------------------------- | ------------------------------------ | --------------------- | ------------------------ | --------- | ------- |
| 1  | アレクサンドロフスク・サハリンスキー管区 | Александровск-Сахалинский район | アレクサンドロフスク・サハリンスキー | 落石、亜港 （北樺太） | サハリン島               | 4,777.36  | 10,043  |
| 2  | アニワ管区                               | Анивский район                  | アニワ                               | 留多加町              | サハリン島               | 2,684.80  | 20,946  |
| 3  | ドリンスク管区                           | Долинский район                 | ドリンスク                           | 落合町                | サハリン島               | 2,441.56  | 22,155  |
| 4  | コルサコフ管区                           | Корсаковский район              | コルサコフ                           | 大泊町                | サハリン島               | 2,623.58  | 39,913  |
| 5  | クリル管区                               | Курильский район                | クリリスク                           | 紗那村                | 択捉島・得撫島・新知島   | 5,145.90  | 6,916   |
| 6  | マカロフ管区                             | Макаровский район               | マカロフ                             | 知取町                | サハリン島               | 2,148.43  | 6,939   |
| 7  | ネベリスク管区                           | Невельский район                | ネベリスク                           | 本斗町                | サハリン島               | 1,445.40  | 15,122  |
| 8  | ノグリキ管区                             | Ногликский район                | ノグリキ                             | 縫江 （北樺太）       | サハリン島               | 11,294.80 | 11,513  |
| 9  | オハ管区                                 | Охинский район                  | オハ                                 | 奥端 （北樺太）       | サハリン島               | 14,815.87 | 21,456  |
| 10 | ポロナイスク管区                         | Поронайский район               | ポロナイスク                         | 敷香町                | サハリン島               | 7,284.27  | 20,472  |
| 11 | 北クリル管区                             | Северо-Курильский район         | セベロクリリスク                     | 柏原                  | 占守島 - 計吐夷島        | 3,501.23  | 2,439   |
| 12 | スミルヌイフ管区                         | Смирныховский район             | スミルヌイフ                         | 敷香町（気屯）        | サハリン島               | 10,457.43 | 11,348  |
| 13 | トマリ管区                               | Томаринский район               | トマリ                               | 泊居町                | サハリン島               | 3,169.33  | 8,300   |
| 14 | ティモフスコエ管区                       | Тымовский район                 | ティモフスコエ                       | 対毛 （北樺太）       | サハリン島               | 6,312.68  | 14,437  |
| 15 | ウグレゴルスク管区                       | Углегорский район               | ウグレゴルスク                       | 恵須取町              | サハリン島               | 3,965.55  | 16,434  |
| 16 | ホルムスク管区                           | Холмский район                  | ホルムスク                           | 真岡町                | サハリン島               | 2,279.04  | 33,148  |
| 17 | 南クリル管区                             | Южно-Курильский район           | ユジノ・クリリスク                   | 古釜布                | 国後島・色丹島・歯舞諸島 | 1,856.09  | 11,487  |
| 18 | ユジノサハリンスク管区                   | Южно-Сахалинск                  | ユジノサハリンスク                   | 豊原市                | サハリン島               | 905.02    | 180,467 |

### 主な都市・村落

#### サハリン島　(樺太)
- ユジノサハリンスク（Южно‐Сахалинск） - ユジノサハリンスクとは、「南サハリンの町」というロシア語に由来する、サハリン最大の都市。人口は18万467人（2023年時点）。日本名は豊原。豊原とユジノサハリンスク市との間には制度上の連続性はなく、区域も一致していない。豊原の範囲は、ロシア連邦の行政区域ではユジノサハリンスク市の一部及びアニワ地区の一部に相当する。
- コルサコフ（Корсаков） - 日本名は大泊。人口は3万9913人（2023年時点）でサハリンで人口第2位の港湾都市。帝政ロシア時代に、この地をコルサコフと呼び、この名称は現在のロシア連邦でも引き継がれている。
- ホルムスク（Холмск） - ホルムスクとは「丘の町」というロシア語に由来する。日本名は真岡だが、真岡とホルムスク市との間に制度上の連続性はなく、区域も一致していない。人口は2万8979人（2014年時点）である。
- ドリンスク（Долинск） - 日本名は落合。人口は1万1814人（2014年時点）である。ユジノサハリンスクとは鉄道及び自動車で約1時間の距離にある。ソコル（日本名は大谷）の飛行場はソ連時代になっても使用されており、1983年の大韓航空機撃墜事件ではこの場所からソ連軍機が飛び立ったことが知られている。
- オジョルスキー村 - 日本名は長浜。
- チェプラノオ村 - 日本名は瑞穂。
- ネベリスク（Невельск） - 日本名は本斗。ネベリスク市及びネベリスク地区と呼ばれている。人口は1万0722人（2014年時点）である。市の南東には大韓航空機撃墜事件の犠牲者を悼む「祈りの碑」がある。昆布の名産地である。
- チェーホフ（Чехов） - チェーホフとは、かつて樺太を訪れたロシアの文豪チェーホフに由来するが、実際にチェーホフがこの地を訪れたというわけではない。日本名は野田。
- トマリ（Томари） - 日本名は泊居。北海道天塩郡天塩町と姉妹都市となっている。人口は4,033人（2014年時点）。
- ウグレゴルスク（Углегорск） - ウグレゴルスクとは「炭鉱の町」というロシア語に由来する。日本名は恵須取。人口は9,597人（2014年時点）。タタール海峡（間宮海峡）に注ぐウグレゴルカ川（恵須取川）河口に位置する。
- ポロナイスク（Поронайск） - ポロナイスクとはポロナイ川（幌内川）の河口に位置することに由来する。人口は1万5251人（2014年時点）である。日本名は敷香だが、行政区画としての敷香とポロナイスク市との間に連続性はなく、その範囲も一致してはいない。友好都市は北海道北見市。
- レオニードヴォ - 日本名は上敷香。
- ネフチェゴルスク - 1995年の地震で壊滅し放棄。現在は慰霊碑のみが残る。
- オハ（Оха） - サハリン北部で最大の町。人口は2万1495人（2014年時点）。東海岸にある石油生産基地。
- モスカリヴォ - サハリン湾に面する村。日本名は増穢。
- アレクサンドロフスク・サハリンスキー - 日本名は落石（おっちし）。人口は9,737人（2014年時点）。
- スタロドゥプスコエ - ユジノサハリンスクから北に約50キロのオホーツク海沿いの村。日本名は栄浜。琥珀が取れる海岸があることで有名。宮沢賢治もかつて訪れ、銀河鉄道の夜のモチーフにしたと言われる。人口は2,262人（2013年時点）。
- ノグリキ - トウィミ川の河口の街。人口は10,127人（2014年時点）。
- アニワ - 日本名は留多加（るうたか）。人口は9,239人（2014年時点）。
- シャフチョルスク - 日本名は塔路。人口は7,351人（2014年時点）。
- スミルヌイフ - 日本名は気屯。人口は7,214人（2014年時点）。
- マカロフ (サハリン州) - 日本名は知取。人口は6,525人（2014年時点）。
- チストヴォドナヴェ（Чистоводное） - 日本名は清水。ローマ字では Chistovodnoye と表記される。
- ブズモーリエ（Взморье） - 日本名は白浦。
- チャイウォ（Чайво） - チャイウオ、チャイボ。日本名は茶江。
- ポギビ（Погиби） - 日本名は鉾部。
- ティモフスク（Тымовск） - ティモフスコエ。
- ピルトン（Пильтун） - ピリトゥン。日本名は弁連戸。
- ルンスキー（Лунский） - ルンスコエ。日本名は呂郷。
- ルイブノフスク（Рыбновск） - リブノフスク。日本名は田村尾。

#### 南クリル管区
- マロークリリスク（Малокурильск＝「小千島の町」の意）とクラバザヴォーツク（Крабозаводск＝「カニ工場の町」の意） - 色丹島。日本名は斜古丹と穴澗。シコタン島（Остров Шикотан）（日本名：色丹島）の2大集落。中心地はマロークリリスク。「小千島」とは、根室半島に連なる歯舞群島と色丹島の列島を、ロシア側は「小千島列島」（Малая Курильская гряда）と呼んでいることに由来する。穴澗には日本の拿捕漁船乗組員の収容所がある。1945年8月、ソビエト連邦によって占領され、連邦崩壊後は、それを継承したロシア連邦が占領・実効支配している。面積255.12km2。人口は、マロークリリスクが1873人、クラバザヴォーツクが947人である（2014年時点）。
- ゴロヴニノ（Головнино） - 国後島。日本名は泊。ロシア連邦による占領・実効支配が続いている。人口は102人（2014年時点）。ゴロヴニノとは「ゴロヴニンの町」という意味である。ゴロヴニンとは、日本では一般には「ゴローニン」として知られている人物である。詳細はゴローニン事件を参照。
- ユジノ・クリリスク（Южно-Курильск＝「南千島の町」の意） - 戦後ソ連によって新たな中心都市が、ソ連軍侵攻前の漁村であった古釜布（ふるかまっぷ）を望むほぼ無人であった高台に建設された。人口7,048人（2014年時点）。現在は中心地の古釜布を除き廃村状態である。

#### クリル管区
- ブレヴェスニク（Буревестник） - 択捉島。日本名は天寧。人口は53人（2014年時点）が住むのみで、かつての中心地である留別（クイビシェフ Куйбышев）や内保（ドブロエ Доброе）等、他の集落は廃村状態である。島唯一の軍民併用空港であるブレヴェスニク空港（旧天寧飛行場）があり、サハリンのユジノサハリンスク空港との間に週3〜4便の定期便があるが、有視界飛行が前提のため欠航が多い。このため、隣接する紗那（クリリスク）郊外に新飛行場が建設されており、完成時には廃港されるとの観測もある。
- クリリスク（Курильск＝「千島の町」の意） - 択捉島。日本名は紗那。人口は1,757人（2014年時点）。漁業資源が豊富なこの海域の漁業活動の中心地となっており、町が面するナヨカ湾（キトブイ湾 (Зал　Китовый))には、外国からの船も含む大型の漁船が補給のため来訪する。なお、中心地・紗那から北東約14kmの別飛（レイドヴォ Рейдово）には、現代の択捉島の産業を支えているギデロストロイ社の大規模な水産加工工場が立地しており、産業の中心地となっている。人口は1,700人（1992年時点）。隣接する留別（ピオネール Пионер）、蘂取（スラブノイェ Славное）には道路が通じているが、いずれも舗装はされておらず砂利道である。留別村に向かう道路は、島唯一のブレヴェスニク空港（旧天寧飛行場）（軍民共用）に向かう道路でもあり、ある程度の整備はされているが、蘂取に至る道路はソ連崩壊前後に廃村となり、ロシアが設定した自然保護区域に属していることもあって、一般の通行に供しうる整備された道路は廃道となった。クリリスク港はサハリンのコルサコフ港と週2便の船で結ばれているが、2006年現在、島側の港湾整備が進んでいないため、艀を利用した物資の積み卸しや乗客の移動が行われている。また、2006年から始まった「クリル開発計画」で、クリリスク近郊にイトゥルップ空港を2008年に着工し、2014年に開港した。全天候型の空港であり、完成すれば、島の住民の悩みであるユジノサハリンスク空港への定期便の欠航率が劇的に低下して、物資や観光客の輸送に利便性が大幅に向上することが期待されている。
- スラブノエ（Слабное） - 択捉島。日本名は蘂取。現在は村域のほとんどがロシア当局によって自然保護区に指定されており、地元のロシア人さえも立ち入りを制限された地域である。Google Earthの解析[注釈 2] によれば、紗那から蘂取までの道路は、（途中の川に橋も架かっていないような悪路ではあるが）戦前に日本が作ったものが残っており、走行する自動車も認められる。また、蘂取には漁業施設と思われる建物が数軒認められる。

#### 北クリル管区
- セベロクリリスク（Северо-Курильск＝セヴェロクリリスク「北千島の町」の意） - 幌筵島。日本名は柏原。人口2,487人（2014年時点）。この島を実効支配しているロシア連邦サハリン州北クリル地区の中心地であり、北千島で唯一民間人が定住している島である。また、セベロクリリスクはNHKラジオ第2放送の「気象通報」を聞いている人にはおなじみの地名でもある。現在、セベロクリリスクに渡るにはカムチャツカ半島のペトロパブロフスク・カムチャツキーから空路でシュムシュ島に渡り、そこで艀やヘリコプターに乗り換えるか、またはサハリンのコルサコフ港からの船便で行くことになる。
- バイコーヴァ（Байково） - 占守島。日本名は片岡。現在、この集落があるのみで、定住者はいない。

## 住民
| 年             | 1959   | 1970   | 1979   | 1989   | 2002    | 2010   |
| -------------- | ------ | ------ | ------ | ------ | ------- | ------ |
| ロシア人       | 77.7 % | 80.4 % | 81.7 % | 81.6 % | 84.3 %  | 86.5 % |
| 在樺コリアン   | 06.5 % | 05.7 % | 05.3 % | 05.0 % | 05.4 %  | 05.3 % |
| ウクライナ人   | 07.4 % | 06.3 % | 06.1 % | 06.5 % | 04.0 %  | 02.6 % |
| タタール人     | 01.8 % | 01.8 % | 01.7 % | 01.5 % | 01.25 % | 01.0 % |
| ベラルーシ人   | 02.1 % | 01.9 % | 01.7 % | 01.6 % | 01.0 %  | 00.6 % |
| モルドヴィン人 | 01.7 % | 01.3 % | 01.0 % | 0 -    | 0 -     | 0 -    |

2010年の各民族の人口
- ロシア人 - 409,786人
- 在樺コリアン - 24,993人
- ウクライナ人 - 12,136人
- タタール人 - 4,880人
- ベラルーシ人 - 2,994人
- ニヴフ - 2,290人
- ウィルタ - 259人
- 日系人 - 219人
- エヴェンキ - 209人
- ナナイ - 148人
- オロチ - 28人
- 上記以外 - 15,996人
- 民族不明 - 24,035人

## 交通

### 鉄道の概要

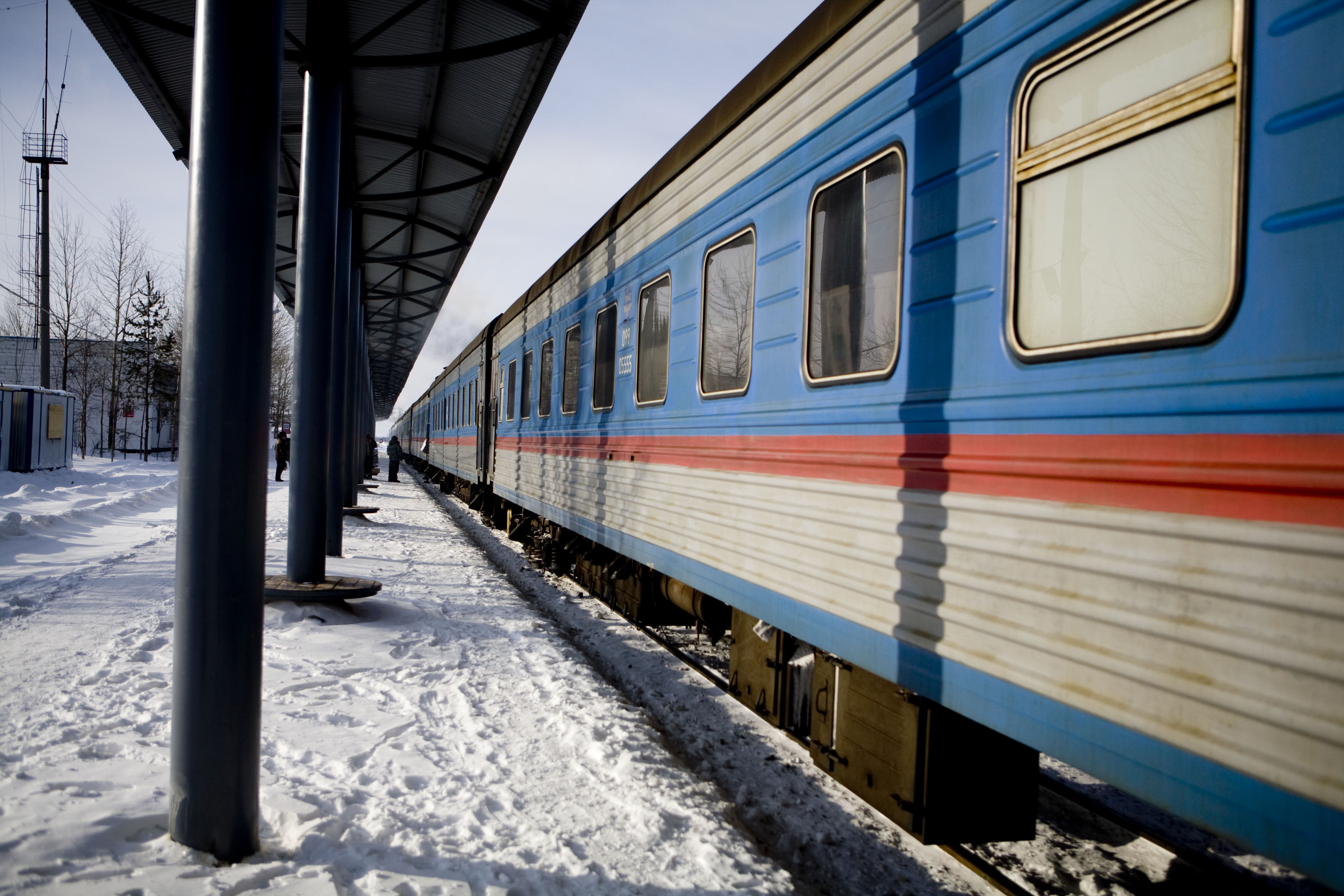
2007年のオハ─ノグリキ狭軌鉄道線廃止でロシア国内の最東端鉄道駅となったロシア鉄道ノグリキ駅構内（2009年）

現状の詳細については、サハリンの鉄道の項目を参照
戦前、南樺太には日本が建設した鉄道もあったが、1945年のソビエト連邦（ソ連）による南サハリン（南樺太）の実効支配に伴う1946年2月2日のソ連人民委員会議令263号に基づき、1946年4月1日、ソ連国鉄を運営するソ連運輸通信人民委員会および同人民委員会を改組したソ連運輸通信省が編入した。
以後、ソ連運輸通信省南サハリン鉄道局および極東鉄道局、ロシア連邦運輸通信省サハリン鉄道局、ロシア鉄道サハリン鉄道支社を経て、現在はロシア鉄道極東鉄道支社が所管している。全線非電化で軌間は旧豊真線の残存区間（狭軌、1067mm）を除き、ロシア鉄道と同じ広軌（1520mm）。2012年現在の路線総延長は804.9kmである。
1975年にかけてサハリン北部のノグリキまで路線が延伸された。1973年のワニノ・ホルムスク鉄道連絡船就航で、車両航走を介して、ターミナル埠頭への操車場が設けられたホルムスク＝ソルチローヴォチヌイ駅（旧ポリャーコヴォ）がバイカル・アムール鉄道（バム鉄道）のワニノ駅と接続され、かつてのコルサコフ中心だった貨物輸送体系から、サハリン島最狭部、アルセンチェフカ─イリインスク間を結ぶ新線（1971年開通）を経由してホルムスクに集約する輸送体系へと移行を果たした。
ソビエト連邦の崩壊に伴い発生した1990年代の経済混乱期には、保守修繕予算不足から、かつて幹線だった旧豊真線など輸送需要が小さい閑散区間の廃止が行われ、部品不足で休車が相次ぐなどした。この間、JR東日本で廃車になったキハ58系気動車を無償譲受して車両不足を凌いだ時期があった。
しかし予算不足の状況が解消した2000年以降は車両や路線の再整備が始まり、2003年からは施設・路盤改良工事に合わせ、ソ連国鉄編入時から課題であった本土規格の広軌（1520mm）軌間の変更工事も始まった。2012年夏には改軌区間が400kmを超え、2019年に本線区間広軌化が終了。同年、本土と同じ広軌車両による運行を開始した。
2006年には、全線を通じて沿線における光ファイバー通信網整備が完了しており、2012年には東海岸のユジノサハリンスク─ソコル間とユジノサハリンスク─ノヴォデレヴェンスカヤ間、ソコル─ブイコフ間で運行されるディーゼル旅客列車内の公衆無線LANWi-Fiサービスも始まった。
列車はロシア国内や欧米と同じく貨物が主体で、ユジノサハリンスク─ノグリキ間では日本の東海道本線と比較して約2倍にあたる1列車3000トンまでの重量貨物列車の運行が可能である。旅客列車運行本数は日本統治時代から通して少なく、支線や閑散線区では季節運行とされている区間もある。日本時代と異なって東海岸の南端のコルサコフ─フリストフォロフカ間は末端閑散線区と化して、途中駅・乗降場はすべて廃止されており、西海岸の南端のシャフタ＝サハリンスカヤ─ホルムスク＝ソルチローヴォチヌイ間も1997年以降、旅客運行が休止されている。
サハリン島内にはこのほか、1934年に運行を開始したオハ─モスカルヴォ鉄道線および1925年運行を開始し、1953年に全通したオハ─ノグリキ狭軌鉄道線が存在したが、自動車交通転移、増加の影響でオハ─モスカルヴォ鉄道線は1980年代に、オハ─ノグリキ狭軌鉄道線は2007年にそれぞれ廃止されている。

### 道路
サハリンでは長年鉄道が主な交通手段となって道路の舗装率は低かったが、自家用車の普及も相まって2000年代後半から整備が急ピッチで進められ、2012年にはサハリン島を南北に縦貫する幹線道の連邦政府道路Р487号線（ユジノサハリンスク─アレクサンドロフ＝サハリンスキー、総延長約800km）のうち、ユジノサハリンスクからポロナイスクまでの約300kmで舗装が完了した。Р487号線について州政府は2014年までにスミルヌィフまでの舗装工事を完了させる方針である。
一方サハリン島西岸では舗装道路は少なく、北方四島を含む千島列島には舗装道路がまだないのが実情で、州政府では州内の舗装工事事業者を総動員して幹線道路を中心に舗装化を促進することにしている。

### 船舶

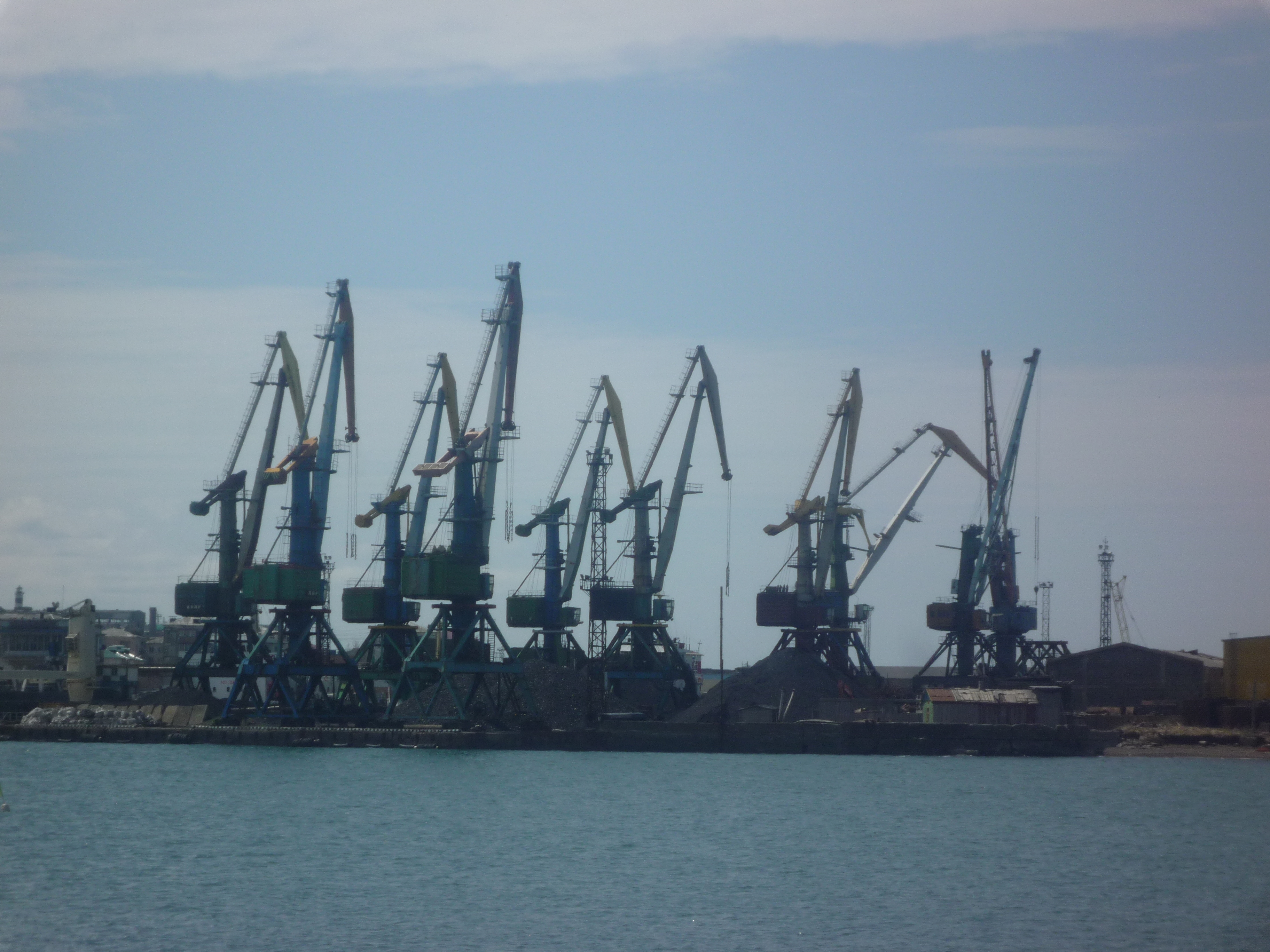
サハリン州最大の国際貿易港であるホルムスク海洋貿易港

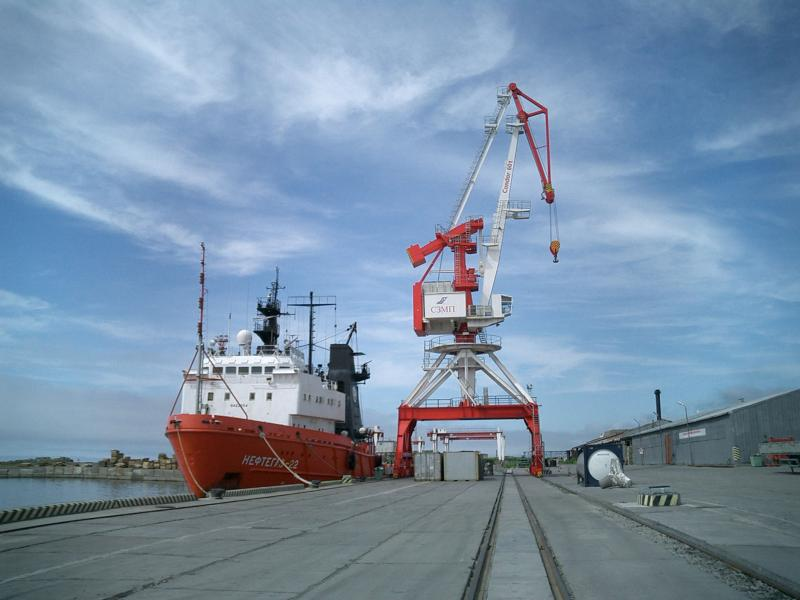
近代的荷役設備が整備されているホルムスクのサハリン西海洋港

サハリン島では、日本統治時代の大泊（コルサコフ）に代わり、戦前は漁港だった西岸のホルムスク（真岡）が本土連絡の基地となっており、大規模な港湾設備が整備されている。
旧真岡港域に設けられたホルムスク海洋貿易港（Холмский морской торговый порт）はサハリン州最大の港で、ホルムスク＝ソルチローヴォチヌイ駅（旧手井駅）のヤードに直結した鉄道桟橋がある埠頭は大型貨物ガントリークレーン14基を備え、2011年の取扱貨物量は210万5100トン。サハリン島内の鉄道とバイカル・アムール鉄道を連絡するワニノ・ホルムスク鉄道連絡船のほか、小樽─ホルムスク─ワニノ間の日ロ定期フェリー航路が就航している。
またホルムスク＝セヴェルヌイ駅（旧北真岡駅）に隣接して設けられたサハリン西海洋港（Сахалинский Западный морской порт）はソ連時代に漁業船団基地だった港で、一時廃港状態だったものの、2002年以降サハリン2プロジェクトのサハリン側の荷役基地として大規模な整備が進められ、現在は最新の荷役設備を備えた大型貨物港としてサハリンプロジェクトを支えている。

#### 北海道からサハリン島
1995年5月から、北海道・稚内港とサハリン・コルサコフ港との間に、「平成版稚泊航路」が運航されるようになった。当初はロシア船を利用して定期フェリーが就航したが、1997年、1998年は、旅行会社のチャーター船による運航となった。1999年から日本船籍（ハートランドフェリー）のアインス宗谷が就航した（冬季を除き週2便の運航）。2015年にハートランドフェリーは撤退。2016年は8月1日より9月16日までサハリン海洋汽船（SASCO）により双胴船「ペンギン33」が運航され、511名の利用客があった。2019年は運航されない。

#### 北海道本島から択捉島
ソ連軍侵攻後は、北海道本島から択捉島への定期公共交通は、船便・航空便ともに存在しない。北海道本島から島に直接渡る場合は「ビザなし交流」に参加し、チャーター船で根室港から出発、クリリスク（紗那）に入港する。「ビザなし交流」の場合であっても、チャーター船がロシアが主張する領海に入ると、国際航路を通航する船舶の慣例によってロシア国旗をマストに掲げ、また、クリリスクに到着後は、ロシアの税関当局による入域審査を受ける。
なお、このチャーター船の利用は、日ロ両政府の合意により、旧島民、その子孫、ならびに返還団体から推薦された者等に限定されている。これは日本側がロシア領であることを認めたくないため、ロシア側の正式な手続きを取らないことを提案し、ロシア側がそれを受け入れているからである。実際には日本政府に申し出れば、研修を受けた後、返還団体の推薦を得ることが出来る。つまり希望すれば誰でも「ビザなし交流」に参加できる。

#### サハリン島から択捉島
コルサコフ（大泊）港からは、サハリンクリル海運の貨客船「イゴール・ファルハトディノフ」号が週2便出発している。この船は、月曜日にコルサコフを出帆、火曜日に択捉島、水曜日に色丹島ならびに国後島に寄港、木曜日にコルサコフ帰着、金曜日にコルサコフ発、土曜日に国後島と色丹島、日曜日に択捉島に寄港、月曜日にコルサコフに戻るというスケジュールで、3月〜12月まで運航される。

#### 北海道本島から国後島
ソ連軍侵攻後は、北海道本島から国後島への定期公共交通は、船便・航空便ともに存在しない。北海道本島から島に直接渡る場合は、「ビザなし交流」に参加し、チャーター船で根室港から出発、古釜布（ユジノクリリスク）に入港する。「ビザなし交流」の場合であっても、チャーター船がロシアが主張する領海に入ると、国際航路を通航する船舶の慣例によってロシア国旗をマストに掲げ、また、古釜布に到着後は、ロシアの税関当局による入域審査を受ける。なお、このチャーター船の利用には、前述の制限があり、自由に利用することができないため、南サハリン経由で渡ることとなる。

#### カムチャツカ半島から北千島
北千島のセベロクリリスクまでは、ペトロパブロフスク・カムチャツキーよりヘリコプターか「ギパニス」という船舶で向かうことになる。

### 航空機
- サハリン本土には、ユジノサハリンスク空港（ホムトヴォ空港）のほか、ノグリキ空港、オハ空港、シャフチョルスク空港、ゾナリノエ空港、ポロナイスク飛行場、スミルヌイフ飛行場、アレクサンドロフスク・サハリンスキー飛行場がある。また、千島列島にはメンデレーエフ空港、ヤースヌイ空港があり、色丹島、幌筵島にはヘリポートがある。このうちセヴェロクリリスクにDHC-6が着陸できる程度の空港を建設中である[14]。

#### ロシア本土からサハリン島
ユジノサハリンスク空港はモスクワのシェレメチェヴォ空港など複数の空港と結ばれているほか、オハ空港とノグリキ空港、シャフチョルスク空港はハバロフスク空港と結ばれている。

#### 日本からサハリン島
オーロラ航空が、札幌・新千歳～ユジノサハリンスクを週5便（月・水・木・土・日）、成田空港との間に週2便（火・金）就航させている。このほか、西日本からはソウルからのオーロラ航空などが便利である。

#### サハリン島から択捉島
現在の択捉島にアクセスする定期公共交通は、南サハリン（南樺太）を拠点に運航されている。ユジノサハリンスク空港（豊原大沢飛行場）からはオーロラ航空が毎日、択捉島紗那村のヤースヌイ空港まで就航している。有視界飛行であるため、霧がかかりやすい夏季には欠航となる確率が相当に高いが、新空港になってからは欠航率は低くなった。

#### サハリン島から国後島
現在の国後島にアクセスする定期公共交通は、南サハリン（南樺太）を拠点に運航されている。ユジノサハリンスク空港（豊原大沢飛行場）からはオーロラ航空が毎日、国後島メンデレーエフ空港まで就航している。しかし、有視界飛行であるため、霧がかかりやすい夏季は欠航になりやすい。

### サハリン島から北千島
セベロクリリスク飛行場が建設中で、完成時にはユジノサハリンスクとペトロパブロフスク・カムチャツキー便が運航予定。

#### サハリン島内ローカル線
2022年1月現在、ユジノサハリンスク空港とティモフスク（ゾナリノエ空港）、シャフチョルスク、ポロナイスク、スミルヌイフ、ノグリキ、オハ、アレクサンドロフスク・サハリンスキーを結ぶローカル線が運航されている。

#### 千島列島ローカル線
択捉島・国後島・色丹島間にはヘリコミューター路線が存在する。

## 北方四島への渡航
一般の日本人・外国人が北方四島を訪問するには、ロシア連邦の査証（ビザ）を取得の上でまずサハリンに渡り、ユジノサハリンスクにて北方四島への入境許可証を取得後、サハリンから空路または海路でアクセスすることになる。この方法は、北方領土のソビエト社会主義共和国連邦およびロシア連邦の領有権を認める行為である、として竹下改造内閣当時の1989年（平成元年）以来、自粛が求められているが、法的強制力は無い。なお、それ以前は個人旅行者が北方領土を含むサハリン州に旅行することは困難であった。

### ビザなし交流
近年、樺太に住んでいた元住民およびその親類や政府関係者、一般関係者などの日本人によるサハリンへのビザなし訪問を実現する運動があり、認められるようになった。

## 帰属問題
ロシアがサハリン州に定めている地域の内、クリル列島（千島列島）及び南サハリンは、サハリン州成立後は全域にロシア人の入植が進み完全にロシア化されている。一方日本政府は、これらの地域は帰属未定地、すなわちどの国の領土にも属していないという見解を取っている。

## 歴史
1875年に樺太・千島交換条約締結により樺太島全島がロシア領となるが、1905年9月5日には南樺太が日本に分割され、ロシア領は北半分のみとなる。北半分へはソビエト連邦が1932年10月20日に旧サハリン州を設置した。
第二次世界大戦中は日ソ中立条約により戦闘地域にはならなかったが、大戦終結直前の1945年8月9日にソ連が条約を破棄して日本に宣戦布告、侵攻し、南樺太と千島列島の全域を占領した。ソ連は翌1946年に併合を一方的に宣言し南サハリン州を設置、1947年これらの地域を新サハリン州として統合した。
- 1875年5月7日、全島がロシア領となる。
- 1905年9月5日、南半分が日本領となり、ロシア領は北半分のみとなる。
- 1932年10月20日、ソビエト連邦により北樺太に旧サハリン州が設置される。
- 1945年9月17日、ソビエト連邦により南樺太へ南サハリン・クリル列島住民管理局設置。
- 1946年2月2日、ソビエト連邦、南樺太及び千島列島（北方領土を含む）の領有を宣言し、南樺太に南サハリン州設置。
- 1947年1月2日、新サハリン州設置。南サハリン州は旧サハリン州と併せて新サハリン州へ統合される。

ソ連はサハリン全域を自国のものとするにあたり、日本の南樺太統治の中心であった豊原とその周辺を併せユジノサハリンスク市と改称し、これを新州都として新たなサハリン州を成立させた。その後、全域にロシア人の入植が進み、現在ではかつての日本人の居住地も完全にロシア化されている。
ソ連時代には、自由な上陸が認められない時代が続いたが、1957年（昭和32年）には、日本から出発した樺太墓参団の上陸が認められた。以後、集団墓参は1965年（昭和40年）、1966年（昭和41年）、1970年（昭和45年）などに実施。樺太の状況が伝えられる数少ない契機となった。
ソ連末期、ミハイル・ゴルバチョフ政権による緊張緩和により冷戦が終結すると、1989年からサハリン州への外国人立ち入りが許可されたため、『薬師丸ひろ子が見た! サハリン（樺太）縦断1000キロ』などのテレビ番組が放送され、それで今まで不明であったサハリンの様子が明らかになった。1991年のソ連8月クーデターでは、ソ連の各メディア報道が首都モスクワでの事態について混乱する中、サハリン州政府や住民は日本のNHKの衛星放送を活用して情報を得た事もあった。
さらに、同年末のソビエト連邦の崩壊に伴いロシア連邦がサハリン州の支配権を継承した後も日本、特に北海道とサハリンの間の交流は活発化し、稚内港からは国際フェリーが、札幌及び函館、近年は成田(東京)からも航空機が運航されるようになっている（函館線は近年廃止された）。多くのロシア漁船が稚内港や根室港をはじめとする北海道（一部は東北地方や北陸地方・北近畿・山陰地方など、本州の日本海側にも及ぶ）の漁港に入港し、海産物を水揚げするようになった（具体例：日本国内のスーパーマーケットなどでよく見かける「ロシア産」と産地表記のラベルが貼ってあるカニ・ウニ・サケ・アマエビなど）のもロシア連邦成立以降に顕著になった結果である。サハリン州との交流の活発化により、稚内市内や根室市内にはロシア語の標識や表記が増えている。
また、サハリンにおける油田、ガス田開発（サハリンプロジェクト）の進展により、石油メジャー、日本の大手商社が開発に参加。2004年、採掘された最初の石油が日本に輸出された。2001年にはユジノサハリンスクに日本の総領事館が設置され、交流の促進に寄与している。日本とサハリン州の関係はさらに緊密になるものと考えられるが、今なお解決されていない領土問題が暗い影を落しているのも不幸な事実であり、サハリン州の歴代知事は「クリル諸島南部の日本引き渡し」には絶対反対の立場を続けている。

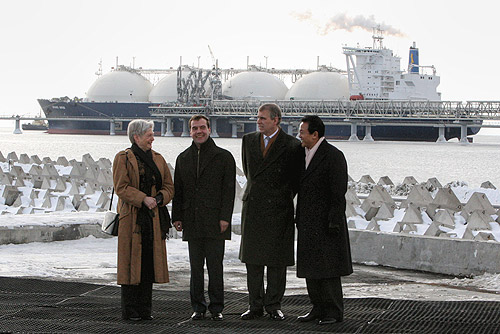
麻生太郎がサハリンを訪問したときの様子。奥にはLNGタンカーも見える。人物は左から、ファン・デル・フーフェーン（蘭）、ドミートリー・メドヴェージェフ、アンドルー王子（英）、麻生太郎

2009年2月、州内のコルサコフ近郊で行われたサハリンプロジェクトの一つ、サハリン2のLNG工場稼働式典に合わせ、日本の首相としてはかつての領有時代を含めて初めて麻生太郎がサハリン州を訪問し、ロシアのドミートリー・メドヴェージェフ大統領と会談した。
一方、千島列島の択捉島では、ソ連崩壊後に続いたロシアの経済不振と1994年に発生した北海道東方沖地震の影響から、人口は減少傾向にあった。
だが、ソ連崩壊後、ユダヤ系ロシア人のアレクサンドル・ヴェルホフスキーが創業した水産加工のギドロストロイ (Гидрострой) 社（本社はユジノサハリンスク）が、周辺の豊富な水産資源と北米の冷凍食品市場とを結びつけて、めざましい成長を示し、択捉島の経済基盤は強固なものとなった。同社は現在、別飛（ロシア名 レイドヴォ Рейдово）に日産400tの加工が可能な大工場を持つほか、蓄積した豊富な資本を元に択捉銀行 (БАНК “ИТУРУП”) を設立、金融業にも乗り出した。しかし、日本政府が領土問題がらみで規制を行っているため、日本企業はこのビジネスチャンスに公式には協力できていない。
また、北部の茂世路岳（クドリャブイ火山）は、その火山ガスに、レアメタルであるレニウムを大量に含有している。このため、ロシア科学アカデミーの科学者たちは、レニウムの世界有数の産出源になり得る火山として茂世路岳を見なしている。
インフラ整備では、2015年を目標年次とするロシア政府のクリル開発計画によって、中心都市のクリリスク（紗那）の近くに新空港が建設中である。
国後島ではソ連崩壊後に続いた経済不振と1994年に発生した北海道東方沖地震の影響から、人口は減少傾向にあったが、近年のめざましいロシアの経済成長に伴い、この島にも人口増に向けたテコ入れが始まっている。2015年を目標年次とするロシア政府のクリル開発計画では、立ち遅れているインフラ整備などに重点的な投資がなされる予定である。
ユジノ・クリリスク（古釜布）に、日本政府のロシアへの援助として建設された日本人とロシア人の友好の家（通称 ムネオハウス）がある。
2015年8月22日、ロシアのメドベージェフ首相が択捉島を訪問している。
国後島では、日本のテレビ放送（カラー方式はNTSC）が映り、一部の住民が日本のテレビを情報源にしている。大部分の住民は、ロシアのテレビ（カラー方式はSECAM）を視聴している。北海道放送（HBC）では、一時、北方領土の住民向けに天気予報の画面にロシア語のテロップを入れていた。
2025年7月30日、サハリン州のヴァレリー・リマレンコ知事は緊急対策委員会を招集、カムチャツカ半島沖合で発生した地震（M8.8）と津波を受けて千島列島地域に緊急事態を宣言した。

## 漁船銃撃・拿捕事件
2006年8月16日、水晶島付近の海域で操業中の、北海道根室市花咲港所属のカニかご漁船がロシア国境警備局の警備艇により追跡され、貝殻島付近で銃撃・拿捕され、乗組員1人が死亡する第31吉進丸事件が発生した。日本政府はロシア当局に対し、北方領土は日本固有の領土であるとの前提に立って「日本領海内で起こった銃撃・拿捕事件であり、到底容認できない」と抗議した。しかし、この海域はロシア側の実効支配海域であるため、ロシア側にとっては国境侵犯密漁事件であり、日本側の「この海域は日本領海」とする抗議とは根本的な点で相容れないために、今回の問題をさらに複雑にした。
この付近のロシア実効支配海域では、コンブや許可された魚については、許可を得て入漁料を支払った漁船についてのみ認められていたが、無許可操業は日本の農林水産省や北海道当局も禁止しており、またカニ漁に関しては日本側には一切認められていなかった。北海道庁は近く付近の漁協に対して、周辺海域でのカニ漁を行わないよう指導しようとしていた矢先の事件であった。今回の漁船はロシア側海域での一切の漁を認められていなかったうえに、カニ漁を行っていた可能性が高く、実際に船内からは1.1トンのカニが残留していたとロシア側は発表した。
乗組員は国後島の古釜布（ユージノクリリスク）に連行され、日本人とロシア人の友好の家（いわゆるムネオハウス）に拘束された。また、死亡した乗組員の遺体は8月19日に海上保安庁の船によって日本に引き取られた。8月30日には船長以外の2乗組員が解放され、海上で北海道庁の船に引き渡されたが、船長は9月4日にロシア側の検察により国境侵犯と密漁の罪で起訴され罰金刑が確定し、約50万ルーブルの罰金・賠償金を支払ったうえ、10月3日に釈放されビザなし交流の船で根室に帰還した。
帰国後、船長は密漁について責任逃れの発言をしていたが、その後、根室海上保安部の捜査に対して、違反操業を認め、2007年3月、道海面漁業調整規則違反の疑いで書類送検された。

## マスコミ
- ユジノサハリンスク・ラジオ放送局（旧日本放送協会豊原放送局）

## 出身者
- ニシヤマ・ソウキチ（トマリ市市長）
- 道下俊一（医者）
- コンスタンティン・スコロプイシュヌイ
- 楢喜八（イラストレーター）
- せんだみつお（コメディアン）（育ちは東京都）

## スポーツ
- サッカークラブ
  - FCポルトヴィク・エネルギア・ホルムスク - 州都であり最大人口の都市ユジノサハリンスクをホーム地としていた旧FCサハリン・ユジノサハリンスクが近郊都市ホルムスクにホーム移転し、クラブ名称も変更。
- アイスホッケークラブ
  - HCサハリン（ロシアのリーグではなくアジアリーグアイスホッケーに所属）

## 標準時
この地域は、マガダン時間帯を使用している。時差はUTC+11時間で、夏時間はない。2016年3月まではサハリン（樺太）及びクリル（千島）列島南部と同列島北部で異なる標準時を使用していた。

### 2011年3月以前の標準時
サハリン（樺太）及びクリル（千島）列島南部ではウラジオストク時間を使用していて標準時がUTC+10、夏時間がUTC+11、クリル（千島）列島北部ではマガダン時間を使用していて標準時がUTC+11、夏時間がUTC+12であった。

### 2011年3月から2014年10月までの標準時
サハリン（樺太）及びクリル（千島）列島南部ではウラジオストク時間を使用していて、通年UTC+11、クリル（千島）列島北部ではマガダン時間を使用していて、通年UTC+12であった。

### 2014年10月から2016年3月までの標準時
サハリン（樺太）及びクリル（千島）列島南部ではウラジオストク時間を使用していて、通年UTC+10、クリル（千島）列島北部ではスレドネコリムスク時間を使用していて、通年UTC+11であった。